# Batalla d'Anegawa
La batalla d'Anegawa (姉川の戦い, Anegawa no tatakai) de 1570 va ser una reacció dels setges d'Oda Nobunaga als castells Odani i Yokoyama, els quals pertanyien als clans Azai i Asakura respectivament. La batalla va ser coneguda com a batalla de Nomura (野村合戦, Nomura Kasser) pels clans Oda i Azai i com a batalla de Mitamura (三田村合戦, Mitamura Kasser) Pel clan Asakura.
En sortir els soldats dels castells, la batalla es va convertir en una melé al mig del riu Ane. Les forces de Nobunaga s'enfrontaven a les del clan Azai mentre que els soldats de Tokugawa s'enfrontaven als del clan Asakura a una distància propera.
Després que les forces de Tokugawa van acabar amb les d'Asakura, es van unir a les de Nobunaga colpejant als Asai pel flanc dret. Inaba Ittetsu, el qual estava a l'espera com a reserva, es va unir a la batalla i va atacar els Asai pel flanc esquerre. Les tropes dels clans Asai i Asakura van ser derrotats ràpidament.
Actualment no hi ha fonts excepte el Shinchokoki, el qual descriu molt breument la batalla, sense proporcionar més detalls de tàctiques, baixes de cada exèrcit, durada de la batalla, etc i molt del que es compta en aquesta batalla es basa en la ficció.